# 加美幸伸
加美 幸伸（かみ ゆきのぶ、1964年9月26日 - ）とは、関西を中心に活動している日本のラジオパーソナリティである。

## 経歴
大阪市住吉区出身。堺市育ち。関西大学を卒業後、FM大阪の『Midnight Bomb!』でDJデビュー。その後、近畿（MBSラジオ）、東海を中心にテレビやラジオの出演をこなし、現在は、FMCOCOLOのDJとして活動している。

## 出演

### 現在
- MAG:NET FRIDAY / SUNDAY（FM COCOLO、2025年4月 - ）

### 過去
- COCOLO NETRIBE（FM COCOLO）
- Tea & Biscuits（FM COCOLO）
- FRIDAY MUSIC WOW !（FM COCOLO）
- THE MAGNIFICENT SATURDAY（FM COCOLO、2010年4月 - 2015年3月)
- Vintage Hits Parade（FM COCOLO、 - 2023年3月）
- SATURDAY MAGNIFICENT CAMP（FM COCOLO、2015年4月 - 2025年3月）
- THE MAGNIFICENT FRIDAY（FM COCOLO、2016年4月 - 2025年3月）